# Discovery Bay (Kalifornija)
Discovery Bay je naseljeno područje za statističke svrhe u američkoj saveznoj državi Kalifornija. Prema popisu stanovništva iz 2010. u njemu je živjelo 13,352 stanovnika.